# Patrice Thierry
Pour les articles homonymes, voir Thierry.
Patrice Thierry (né le 28 mars 1952 à Toulouse où il est mort le 7 avril 1998) est un poète et éditeur français.

## Éditeur
En 1975, Patrice Thierry fonde, en sa ville natale de Toulouse, L'Éther Vague dite revue des fuites. Sous pseudonyme ou sous son nom, il y publie de nombreux poèmes que caractérisent une écriture baroque et un univers imprégné autant de symbolisme que de nihilisme écorché. En 1981, il publie un recueil de poèmes inspirés du Prognostic de Paracelse : Les Lances de nymphée. Dans les années 1983-1985, il participe à plusieurs créations au sein de l’Archéoptéryx, atelier de création populaire installé à Toulouse et dirigé par Armand Gatti. Lors de ces années, et surtout à partir de 1986, L’Éther Vague devient une maison d’édition. Grâce au soutien de l’écrivain Marcel Moreau, notamment, et malgré les difficultés, Patrice Thierry persiste et impose finalement sa marque au paysage éditorial francophone. 
Parmi ses complices essentiels, il faut citer le poète et traducteur Jean-Pierre Tardif, le psychohistorien Robert Liris, le poète Patrice Beray, l'artiste-peintre Éliette Dambès , le photographe Jean-David Moreau, le poète et dramaturge Armand Gatti.
Patrice Thierry meurt à Toulouse le 7 avril 1998, à la suite d'un accident vasculaire cérébral survenu deux ans plus tôt. Comprenant environ 75 ouvrages, aussi bien des premiers romans que des essais poétiques, des rééditions ou des ensembles littéraires et picturaux, le catalogue L’Éther Vague-Patrice Thierry éditeur a été repris par les éditions Verdier en 2003.
Entre 1999 et 2006, ses amis, réunis dans l’association Les Amis de L’Éther Vague, ont publié quelques ouvrages dont, en 1999, Portrait de l’éditeur en montreur d’ours : Patrice Thierry, hommage collectif à Patrice Thierry.
En 2021, les éditions Le Réalgar publient Lettre ouverte (longtemps réservée) à un éditeur noyé en poésie et dans son sang, un témoignage autant qu'un hommage à Patrice Thierry, signé de son ami Jean-Claude Leroy. 

## Œuvres
- Les Lances de nymphée, Toulouse, L'Éther Vague, 1981